# Jumanji (série télévisée d'animation)
Pour les articles homonymes, voir Jumanji.
Jumanji est une série télévisée d'animation américaine en quarante épisodes de 22 minutes, créée par Bob Hathcock et Jeff Myers, basée sur le film homonyme Jumanji de Joe Johnston, lui-même adapté du livre de Chris Van Allsburg, et diffusée entre le 8 septembre 1996 et le 11 mars 1999 dans le bloc de programmation UPN Kids, puis dans le bloc BKN pour la dernière saison.
En France, la série a été diffusée à partir du 10 septembre 1997 sur France 2 dans La Planète de Donkey Kong puis sur France 3 dans Les Minikeums et T O 3, et a été rediffusée sur Canal J et Gulli. En Suisse, la série est rediffusée sur RTS Deux. Elle reste inédite dans les autres pays francophones.

## Synopsis
Judy et son petit frère Peter Sheperd viennent de perdre leurs parents et viennent habiter chez leur tante Nora. Ils découvrent un mystérieux jeu abandonné dans le grenier de la grande demeure de cette tante stricte mais aimante ; le Jumanji. Ils décident d'y jouer. Après avoir lancé les dés, et après l'apparition d'une phrase indice dans la pierre noire située au centre du plateau de jeu. Ils se font emporter à l'intérieur du jeu, dans un milieu hostile, la jungle, où ils vont faire la connaissance d'Alan, un homme enfermé dans le jeu depuis de nombreuses années. Pour pouvoir en sortir, Peter et Judy vont devoir résoudre l'énigme qui s'était affichée sur le jeu juste avant qu'ils ne soient emportés. 
Dans chaque épisode, les deux enfants font une nouvelle partie de Jumanji, ils lisent l'énigme et sont « aspirés » dans le jeu d'où ils résolvent le mystère affiché. La principale motivation des deux protagonistes tout au long de la série est de pouvoir, un jour, sauver définitivement Alan de la jungle en essayant de résoudre l'énigme qui lui était destinée lorsqu'il s'est lui-même fait emporter dans le jeu étant jeune. Au cours des épisodes, les protagonistes doivent éviter les pièges de cet environnement terrifiant et dangereux et faire face à des ennemis tels que l'ignoble chasseur Van Pelt ou le savant fou Ibsen.
C'est au dernier épisode, Les Adieux au Jumanji, que toute l'intrigue se dénoue autour de la fameuse énigme, qu'Alan désespérait tant de connaître un jour (il n'avait pu la lire car son attention avait été détournée par l'appel de ses parents au moment de son absorption). Il put la lire enfin grâce au miroir du souvenir qui retraça tous les événements passés depuis le début de la série jusqu'au jour de son entrée dans le Jumanji. « Un acte de gentillesse sans conditions te sortira de cette terrible situation », telle est la phrase que lui était destinée. La clé de son énigme était tout simplement d'affronter le lion qui le pourchassait depuis toutes ces années et de lui retirer l'épine qu'il avait dans l'une de ses pattes. Il peut ainsi rentrer chez lui avec Judy et Peter mais contrairement au film qui avait inspiré la série, Alan ne remonte pas le temps et ne redevient pas enfant.

## Fiche technique
- Titre : Jumanji
- Création : Bob Hathcock, Jeff Myers
- Musique : Jim Latham
- Production : Bob Hathcock, Kevin D. Campbell, Richard Raynis
- Sociétés de production : Adelaide Productions, Columbia TriStar Television, Interscope Communications
- Sociétés de distribution : Sony Pictures Television
- Pays d'origine :  États-Unis
- Langue d'origine : anglais
- Chaîne d'origine : UPN Kids puis BKN
- Genre : Animation, fantastique
- Nombre d'épisodes : 40 (3 saisons)
- Durée : 22 minutes
- Dates de première diffusion :
  -  États-Unis : 8 septembre 1996 sur UPN Kids
  -  France : 10 septembre 1997 sur France 2

## Personnages

### Les protagonistes
- Alan Parrish : C'est un homme d'un certain âge, environ une quarantaine d'années, qui s'est fait emporter dans le Jumanji le 3 avril 1972 (ou en 1965 d'après l'épisode Voyage dans le temps) lorsqu'il était âgé de dix ans et demi. Dans l'épisode Voyage dans le temps, on apprend qu'Alan est un ancien gosse de riche, fils du propriétaire d'une usine de chaussures. La principale intrigue du dessin animé repose sur sa libération définitive. Très courageux, il connaît le Jumanji comme sa poche, il réussit parfois à se libérer du jeu mais finit toujours par être à nouveau emporté à l'intérieur de celui-ci jusqu'à ce qu'il soit finalement libéré par la résolution de son énigme depuis longtemps perdue, c'est-à-dire de sympathiser avec un lion qui le pourchassait depuis son arrivée dans le jeu.

- Judy Shepherd : C'est la sœur aînée de Peter, elle se fait régulièrement taquiner par ce dernier. Elle est âgée de 13 ans et c'est une fille intelligente, ce qui lui permet de résoudre les énigmes et les problèmes. Dans la première saison, elle se montre un tantinet orgueilleuse en particulier envers son petit frère mais comme toutes grandes sœurs, elle aime et protège son frère.

- Peter Shepherd : C'est le petit frère de Judy. Il est indiqué dans l'épisode Le Cyclope des mers qu'il est âgé de neuf ans. C'est un garçon assez immature et fauteur de troubles (en particulier lors de la 1re saison). Il triche en permanence et se transforme ainsi en divers animaux. Il deviendra même temporairement au cours d'un épisode un Manji. Il sait parler le Manji et il est lié à une amitié avec ce peuple, surtout depuis qu'il a sauvé leur chef Globule Bob.

### Les méchants
- Van Pelt : C'est un chasseur qui chasse tout, animaux et hommes, sans remords et il possède des crânes de joueurs de Jumanji. Il déteste Alan et veut à tout prix l'abattre dessus comme on peut voir dans l'épisode Chasse à l'homme. Il est tué par Peter dans l'épisode À la chasse vous irez en tombant dans une fosse mais comme Peter doit prendre sa place à la suite de cette victoire en se conformant à la loi de Jumanji, Van Pelt est finalement réhabilité pour permettre à Peter de rester normal. Il s'exprime dans un langage châtié et a une haute opinion de lui même.

- Arsouille Slick : C'est un marchand qui souhaite vendre de nombreux objets, dont certains intéressent les protagonistes, notamment Alan pour se libérer mais il s'avère que Slick est en réalité un charlatan et est très rusé pour piéger ses proies. Il prétend vendre ses objets à des prix exorbitants, mais en pratique il accepte à peu près n’importe quoi avec des échanges de choses de valeurs. Il est très poli, flatteur. Il peut paraître moins dangereux que certains méchants étant donné qu'il semble ne pas vouloir de mal aux héros mais il reste au service du Jumanji.

- Professeur Ibsen : C'est un savant fou qui travaille pour Jumanji et invente des machines dangereuses et cauchemardesques. Il envoie chaque jour un rapport au Jumanji. Il pense à conquérir Jumanji et se prend parfois pour le Maître du jeu.

- Capitaine Ismaël Squint / Nez-de-Bois : C'est un pirate très impoli qui apparaît pour la première fois dans l'épisode Le Cyclope des mers. Il a perdu son nez, mangé par le Cyclope des mers et il veut s'en venger. Il est cependant entraîné par ce dernier (qui sera tué par Allan) mais réapparaît dans l'épisode Voyage au fonds des mers avec les deux pirates "Mr Shreve" et "Mr Shatic", il refusera d'écouter Peter, il sera emporté et piégé par des sirènes démoniaques avec ses hommes. Il réapparait avec tous les méchants du Jumanji dans l'épisode La Vente aux enchères.

- Aston Philips : C'est un aventurier avide et traître apparaissant pour la première fois dans l'épisode Le Palais des énigmes perdues. Il se considère comme le plus brave et le plus grand des aventuriers mais sa lâcheté a mis en danger les héros à plusieurs reprises. Il va commettre une erreur avec le graal du Jumanji qui le rajeunit à l'état de bébé.

- Ludwig von Richter : C'est un chasseur avec un accent allemand prononcé, rival de Van Pelt ; il veut également chasser Alan. Il apparaît pour la première fois dans l'épisode Chasse à l'homme. Il a trahi ses rapaces, deux aigles gigantesques qui se sont joint aux protagonistes.

- Stalker : Une faucheuse habillée en noir qui, à la première confrontation, cherche à récupérer des dés, cependant, elle sera éliminée sous une presse, mais ressuscite et revient face à nos protagonistes et sera envoyée à la chute d'eau par Allan où elle survit de nouveau. Elle effraie quiconque la voit, ce qui peut laisser croire que c'est elle, le vrai maître du jeu.

- Le Juge : Il est un singe anthropomorphe qui accuse Allan de vol d'une relique sacrée (en vérité, Allan voulait la remettre à sa place) une fois que Allan est innocenté, le juge qui est en réalité avare, s'empare du relique qui l'aspire. Il est parfois accompagné par un gorille géant. Il est impitoyable et semble convaincu d'appliquer la loi du Jumanji comme il se doit.

- Flint : Ce beau jeune homme séduit Judy et possède le pouvoir de changer en statues de pierre les animaux comme les êtres humains, simplement en croisant leur regard (pouvoir attribué à Méduse dans la mythologie grecque). Pour le vaincre, Judy lui montre son reflet au miroir qui le change en statue. Slick et Peter feront partie de ses nombreuses victimes.

- Gina : La cheffe des Jumazons (Amazones de Jumanji) veut se marier de force avec Allan pour le tuer ensuite, mais elle sera battue par tante Nora transformée en Jumazone.

- La reine des fourmis noires : Elle et ses fourmis ont reçu la conception de la catapulte par Alan, ce sont des rivales des fourmis rouges. Duper par les protagonistes qui se rendent compte de la bêtise de leur querelle, les fourmis noires rallient leurs ennemies, les fourmis rouges pour traquer ces derniers.

- La reine des fourmis rouges : Elle et ses fourmis ont reçu la conception des arbalètes par Peter et ce sont des rivales des fourmis noires. Dupées par les protagonistes qui se rendent compte de la bêtise de leur querelle, les fourmis rouges rallient leurs ennemies, les fourmis noires pour traquer ces derniers.

- Le roi des sables : Lui et ses créatures de sables sont à la recherche des pièces d'or maléfiques qui changent en animal anthropomorphe. Ils sont invincibles : détruits, ils se reconstituent comme par magie et la seule chose qu'ils craignent est l'eau.

- Jack : Il est venu cambrioler la demeure où vit Judy et son petit frère. À la suite d'un incident, il est emmené dans le jeu. Il pense dérober les émeraudes (qui est en vérité la corne de Jurocéros) et au retour dans le monde normal, traumatisé, il se laisse arrêter par Bentley.

- Le lion : Il pourchasse Allan depuis son enfance et son arrivée dans le jeu. Ensuite, il prend en chasse les protagonistes et au dernier épisode, on découvre l'énigme d'Allan qui est de porter assistance à une bête féroce, c'est-à-dire de lui retirer l'épine qu'il a dans la patte. C'est le seul ennemi réconcilié.

### Autres personnages
- Tante Nora Shepherd : C'est la tante de Judy et Peter ainsi que leur tuteur légal. Elle est aspirée dans le jeu à plusieurs reprises mais les enfants arrivent à chaque fois à la convaincre que c'était un rêve. Elle est thérapeute et est diplômée en philosophie comme elle le dit dans l'épisode La Reine des Jumazones. Plus tard, lorsqu'Alan est définitivement libéré, il y a des indications d'une possible relation amoureuse entre les deux (Peter disant même qu'ils vont devoir bientôt, Judy et lui, appeler Alan « Oncle Alan »). Elle est très stricte et sévère mais elle adore Judy et Peter.

- Officier Carl Bentley : C'est un officier de police qui patrouille dans le quartier de Judy et Peter.

- Rocky : Une brute de l'école qui ne cesse d'embêter Peter, ils sont dans la même classe.

- Globule Bob et la tribu Manji :  Habitants du Jumanji. Peter et Alan peuvent parler leur langue très particulière faite de bruits et de gestes. Dans le premier épisode, À la découverte de Jumanji, ils disent n'être les amis de personne mais ils se lieront d'amitié avec Peter au fil du temps qui fera même partie de leur tribu pendant une assez courte période. En fonction de leur humeur, ils peuvent être utiles ou nuisibles, mais grâce à l'amitié qu'éprouve leur chef Globule Bob avec Peter, ils aident habituellement les protagonistes dans leurs péripéties.

- Jumanji : Bien que n'étant pas un personnage, le Jumanji agit comme un être vivant qui possède une conscience, il donne les énigmes à Judy et Peter et ne tolère pas la tricherie et s'il est méchamment malmené par quelqu'un, il l'aspire sans que la personne lance les dés.

- Dorothy « Dottie » McGrail : Une femme pilote de l'avion qui arrive dans le jeu par accident à travers le vortex et elle se rallie avec les protagonistes pour porter assistance à des oiseaux anthropomorphes, victimes d'Ibsen.

- Le maitre de Jumanji : il prétend être le maître du jeu qui dresse des épreuves sur nos protagonistes et une fois que ces derniers sont faces à lui, il dévoile qu'il est un joueur de ce jeu qui cherche à tout prix à résoudre son énigme et il y parviendra.

- Mlle Desmona : Elle est surnommée la démoniaque ; elle est une connaissance d'Allan qui lui a trouvé ce surnom lorsqu'il était enfant. Par mégarde, Tante Nora lui vend le Jumanji ; elle est prétentieuse et arrogante. Elle vit avec son molosse "Killer". Elle dérobe le grimoire du Jumanji à Slick. Elle devint la sorcière de Jumanji pour régner l'ordre dans le jeu. Pour finir, Judy l'oblige à résoudre son énigme pour qu'elle rentre dans son monde et nos jeunes protagonistes reprennent leurs jouets et leur jeu.

- Boubou à modeler : Il est créé par Peter, il parle à la troisième personne ; dès qu'il se nourrit de boue, il devient gigantesque et très dangereux, Peter pour réparer sa bêtise crée une jeune fille de boue qui raisonne Boubou en disant qu'il est son tout petit frère ; ce dernier se réduit à sa taille normale. Il saluera timidement Peter qui lui a réservé une dernière petite surprise.

- Le trio de singes : Ce ne sont pas véritablement des animaux dangereux mais leurs singeries a plusieurs fois mis en danger les protagonistes.

## Distribution

### Voix originales
- Bill Fagerbakke : Alan Parrish
- Debi Derryberry : Judy Shephard
- Ashley Johnson : Peter Shephard
- Sherman Howard : Chasseur Van Pelt
- Melanie Chartoff : Tante Nora Shephard
- William Sanderson : Professeur Ibsen
- Tim Curry : Arsouille Slick
- Pamela Adlon : Rocky
- Richard Allen : Officer Carl Bentley

### Voix françaises
- Michel Papineschi : Alan Parrish
- Barbara Tissier : Judy Shephard
- Patricia Legrand : Peter Shephard
- Michel Prud'homme : Van Pelt
- Évelyne Grandjean : Tante Nora
- Patrick Guillemin : Arsouille Slick, Professeur Ibsen et Carl Bentley
- Jacques Deschamps puis Richard Darbois : le capitaine Ismaël Squint
- Pierre Baton : le juge
- Michel Dodane puis Christian Pélissier : Ashton Philips
- Michel Vigné : Von Richter

 Source et légende : version française (VF) sur RS Doublage

## Épisodes

### Première saison (1996-1997)
1. À la découverte de Jumanji (The Price)
2. La Lance du pouvoir (Bargaining for Time)
3. La Clef secrète des Manjis (Masked Identity)
4. Le Cauchemar de tante Nora (Ransom of Redhead)
5. Les Créatures du professeur Ibsen (Master Builder)
6. Les Dés fatidiques (No Dice)
7. La Belle et l'Athlète (Love on the Rocks)
8. À la chasse vous irez (The Law of Jumanji)
9. Retour à la case départ (Stormy Weather)
10. Les Meilleurs Ennemis (El Pollo Jumanji)
11. La Reine des Jumazones (Perfect Match)
12. L'Antidote de la dernière chance (The Gift)
13. Panique sur la ville (Truth or Consequently)

### Deuxième saison (1997-1998)
1. La Guerre des fourmis (The Red and the Black)
2. Le Cyclope des mers (Eye of the Sea)
3. Un monde d'illusions (Brantford: The Game)
4. Les Ailes de la liberté (Air Judy)
5. Le Palais des énigmes perdues (The Palace of Clues)
6. Le Maître du jeu (The Master of the Game)
7. Robot-Peter (Robo-Peter)
8. Les Aventures de Boubou à modeler (Mud Boy)
9. Le Coffret magique (The Magic Chest)
10. L'Île du désespoir (The Trial)
11. L'Aventure mémorable d'Alan (The Riddle of Alan)
12. Chasse à l'homme (Night of the Hunters)
13. L'Épidémie (The Plague)

### Troisième saison (1998-1999)
1. Les Trois Peter (The Three Peters)
2. Voyage dans le temps (Young Alan)
3. L'Évadé (The Intruder)
4. Peter, le géant de Jumanji (Oh, Grow Up!)
5. Voyage au fond des mers (Return of Squint)
6. Un monde à l'envers (Armageddon)
7. Le Parfum envoûtant (Love Potion)
8. La Sorcière de Jumanji (Sorceress of Jumanji)
9. La Vente aux enchères (The Ultimate Weapon)
10. La Boule lumineuse (Who Am I?)
11. L'Effrayant Triangle (Nothing to Fear)
12. La Poupée vaudou (The Doll)
13. Une vieille histoire (An Old Story)
14. Les Adieux au Jumanji (Good Bye, Jumanji)

## Commentaires
- Cette série est adaptée du film Jumanji de 1995 de Joe Johnston, qui a pour acteur principal le célèbre Robin Williams, et qui est lui-même adapté du livre Jumanji de Chris Van Allsburg écrit en 1981. Dans la version française, Michel Papineschi est le seul à reprêter sa voix à Alan Parrish, les autres personnages ayant de nouvelles voix.

Allan Parrish est doublé par Michel Papineschi dans le film de 1995 et dans la série animée.
Van Pelt est doublé par Pierre Arditi dans le film de 1995 et dans la série animée.
Tante Nora est doublée par Danièle Douet dans le film de 1995 et dans la série animée.